# イエローマジック歌謡曲
『イエローマジック歌謡曲』（イエローマジックかようきょく）は、2005年2月23日にソニー・ミュージックダイレクトから発売されたコンピレーション・アルバム。

## 背景
1980年代にイエロー・マジック・オーケストラ（YMO）の3人（細野晴臣・坂本龍一・高橋幸宏）が関わった楽曲を収録したコンピレーション・アルバムで、YMOが関わっていない楽曲から選曲した『テクノマジック歌謡曲』と同時発売された。
本作にて初CD化された楽曲も多数収録されている。

## ディスクジャケット
アルバム・ジャケットはYMOのアルバム『ソリッド・ステイト・サヴァイヴァー』のパロディで、元写真と比べると壁紙の色目を似せ、白い床は畳になり、麻雀卓は炬燵、麻雀牌やコカ・コーラの代わりにお茶・おにぎり・みかん・急須が並べられ、YMOの座っている位置に合わせてマジックインキ大型の黄色が配置されている。

## 収録曲

### DISC.1
1. YELLOW MAGIC CARNIVAL（single version）/ マナ
作詞・作曲：細野晴臣　編曲：鈴木茂
2. エレクトリック・ラブ・ストーリー/近田春夫
作詞：楳図かずお　作曲：近田春夫　編曲：イエロー・マジック・オーケストラ
3. ユー・メイ・ドリーム/シーナ&ザ・ロケッツ
作詞：柴山俊之　補作詞：クリス・モズデル　作曲：鮎川誠・細野晴臣
4. チャイナ ローズ/金井夕子
作詞：伊達歩　作曲：細野晴臣　編曲：細野晴臣・坂本龍一
5. 憧れのラジオ・ガール/南佳孝
作詞：松本隆　作曲：南佳孝　編曲：坂本龍一
6. 夜の翼/南佳孝
作詞：松本隆　作曲：南佳孝　リズム&ストリングス・アレンジ：坂本龍一
7. IDOL ERA/サンディー
作詞：クリス・モズデル　作曲・編曲：細野晴臣
8. CARNAVAL/大貫妙子
作詞・作曲：大貫妙子　編曲：坂本龍一
9. AH! SOKA/スーザン
作詞・編曲：高橋幸宏　作曲：細野晴臣
10. 浮かびのビーチ・ガール/シーナ&ザ・ロケッツ
作詞：糸井重里　作曲・編曲：イエロー・マジック・オーケストラ
11. ラジオと二人/ラジ
作詞：糸井重里　作曲：杉真理　編曲：高橋幸宏　ストリングアレンジ：清水信之
12. アパルトマン/ラジ
作詞・作曲：大貫妙子　編曲：高橋幸宏
13. 春咲小紅/矢野顕子
作詞：糸井重里　作曲：矢野顕子　編曲：ymoymo
14. ハイスクールララバイ/イモ欽トリオ
作詞：松本隆　作曲・編曲：細野晴臣
15. コンピューターおばあちゃん/酒井司優子
作詞・作曲：伊藤良一　編曲：坂本龍一
16. 恋はルンルン/伊藤つかさ
作詞：仲畑貴志　作曲・編曲：坂本龍一
17. ティアドロップ探偵団/イモ欽トリオ
作詞：松本隆　作曲・編曲：細野晴臣
18. プリティー・ボーイ…大・丈・夫/中原理恵
作詞・作曲・編曲：高橋幸宏

### DISC.2
1. 赤道小町ドキッ/山下久美子
作詞：松本隆　作曲：細野晴臣　編曲：大村憲司
2. サマルカンド大通り / スーザン
作詞：菊地真美　作曲・編曲：高橋幸宏
3. 哀愁のデスマッチ・ラブ<予告編>/アゴ&キンゾー
作詞：秋山道男　作曲・編曲：高橋幸宏
4. 夏の雫/三田寛子
作詞：阿木燿子　作曲：井上陽水　編曲：坂本龍一
5. ハートブレイク太陽族/スターボー
作詞：松本隆　作曲・編曲：細野晴臣
6. しあわせ音頭/柏原よしえ
作詞：藤田まさと　作曲：細野晴臣　編曲：清水信之
7. コズミック・サーフィン/コスミック・インベンション
作詞：近田春夫　作曲・編曲：細野晴臣
8. ねらわれた少女/真鍋ちえみ
作詞：阿久悠　作曲・編曲：細野晴臣
9. ロマンチスト/真鍋ちえみ
作詞：阿久悠　作曲：細野晴臣　編曲：清水信之
10. 雪列車/前川清
作詞：糸井重里　作曲・編曲：坂本龍一
11. 三国志ラヴ・テーマ/小池玉緒
作詞・作曲・編曲：細野晴臣
12. I Like Best/山田邦子
作詞：山田邦子　作曲：矢野顕子　編曲：坂本龍一
13. 哲学しよう/山田邦子
作詞：山田邦子　作曲・編曲：細野晴臣
14. だって、ホルモンラブ/伊武雅刀
作詞：秋山道男　作曲：細野晴臣
15. ティーンエイジ・イーグルス/イモ欽トリオ
作詞：松本隆　作曲：細野晴臣　編曲：白井良明
16. きたかチョーさん まってたドン/川上さんと長島さん
作詞：高平哲郎　作曲・編曲：細野晴臣
17. 君の名はサイコ/郷ひろみ
作詞：糸井重里　作曲・編曲：坂本龍一
18. 毎日僕を愛して/郷ひろみ
作詞・作曲：矢野顕子　編曲：坂本龍一
19. From Tokyo -Endingメロディーはリピートで-/ユミ
作詞：荒木とよひさ　作曲・編曲：坂本龍一

### DISC.3
1. わがままな片思い/松田聖子
作詞：松本隆　作曲・編曲：細野晴臣
2. まりン/飯島真理
作詞・作曲：飯島真理　編曲：坂本龍一
3. 鏡の中の十月/小池玉緒
作詞：売野雅勇　作曲・編曲：YMO
4. ダンスホールで待ちわびて/タンゴ・ヨーロッパ
作詞：森雪之丞 作曲：細野晴臣 編曲：戸田誠司　コーラス編曲：有賀恒夫
5. ピンクの鞄 (トランク)/高橋美枝
作詞：松本隆　作曲：細野晴臣　編曲：大村雅朗
6. 玉姫様/戸川純
作詞：戸川純　作曲：細野晴臣　編曲：国本佳宏
7. 風の谷のナウシカ/安田成美
作詞：松本隆　作曲：細野晴臣　編曲：萩田光雄
8. ピンクのモーツァルト/松田聖子
作詞：松本隆　作曲：細野晴臣　編曲：細野晴臣・松任谷正隆
9. ファンキーマージャン/竹中直人
作詞・編曲：高橋幸宏　作曲：加藤和彦
10. リセエンヌ/原田知世
作詞：原田知世・康珍化　作曲・編曲：坂本龍一
11. クララ気分/原田知世
作詞：来生えつこ　作曲：南佳孝　編曲：坂本龍一
12. タキシード・ムーンで夕食を/キララとウララ
作詞：岩里祐穂　作曲：細野晴臣　編曲：細野晴臣・船山基紀
13. 銀河鉄道の夜/中原香織
作詞：松本隆　作曲：細野晴臣 編曲：細野晴臣・戸田誠司　ストリングス・アレンジ：福原まり
14. 生意気娘/中原理恵
作詞：RIE　作曲・編曲：高橋幸宏
15. NEO-PLANT（12inch single ver.）/如月小春
作詞：如月小春　作曲・編曲：坂本龍一
16. SIAM PARADISE/少女隊
作詞：麻田麗亜　作曲・編曲：細野晴臣
17. 天使のゆびさき/西村知美
作詞：松本隆　作曲：細野晴臣　編曲：武部聡志
18. 時代よ変われ/つみきみほ
作詞：松本隆　作曲：細野晴臣　編曲：清水信之